# Palle Simonsen
Pour les articles homonymes, voir Simonsen.
Palle Simonsen, né le 6 mai 1933 à Sall (Danemark) et mort le 16 avril 2014, est un homme politique danois membre du Parti populaire conservateur (KF), ancien ministre et ancien député au Parlement (le Folketing). 